# Ибогаин
Ибогаинът (по IUPAC: 12-метоксиибогамин) е индолов алкалоид, срещащ се в кората на растенията от семейство Олеандрови, най-известно от които е Tabernanthe iboga.
При малки дози ибогаинът действа като стимулант. При по-високи дози се предизвиква състояние, подобно на осъзнат сън.
Някои от документираните ефекти са:
- халюцинации;
- изплуване на спомени;
- интроспекция;
- атаксия;
- гадене;
- загуба на апетит;
- тревожност.

Необходими са от 1 до 3 часа, докато организмът усвои съединението, за да се проявят.
Когато ефектите започнат да отшумяват, доста хора изпитват чувство на вина и раздразнителност. Употребата на ибогаин се определя като дълъг и емоционално натоварващ процес.
В огранизма ибогаинът се разгражда до норибогаин, чийто период на полуразпад е 28 – 49 часа. Именно поради тази причина някои хора могат да усещат ефектите от консумацията в продължение на два дена.
Счита се, че приемът на ибогаин има две фази. Първата продължава от 4 до 6 часа и се описва като осъзнат сън. Вторта продължава от 8 до 20 часа и се характеризира с интроспекция.